# Zedo
Zedo — частная компания, занимающаяся размещением интернет-рекламы и разработкой соответствующих технологий.
Компания была основана в 1999 году Роем де Суза (англ. Roy de Souza). Ныне её штаб-квартира базируется в Сан-Франциско, однако бо́льшая часть штата находится в Индии. В 2004 году, с началом активного использования фильтров и блокировщиков pop-up- и pop-under-рекламы, компания сосредоточилась на таргетированном размещении рекламы. В 2006 году Zedo запустила собственную социальную сесть Zebo.com. В 2011 году компания начала сотрудничать с газетными издательствами. Ныне Zedo в основном сотрудничает с издателями, сдающим места на своих веб-страницах интернет-рекламодателям. С серверов компании Zedo реклама подгружается в клиентские браузеры. Zedo использует HTTP cookie для отслеживания истории клиентского браузера, на основе чего размещает таргетированную pop-up- и pop-under-рекламу. Газета The Independent охарактеризовала рекламу от Zedo как назойливую, а IT-специалист Дэнни Салливан (англ.) заметил, что реклама от Zedo зачастую ведёт на поддельные новостные сайты. Также cookie Zedo зачастую помечается антишпионскими программами как spyware и adware. С другой стороны, в 2013 году компания Amazon провела исследование, в котором описала Zedo как компанию, «развивающую передовые технологические решения по продаже и размещению интернет-рекламы».